# Jerzmanki
Jerzmanki (niem. Hermsdorf) – wieś w Polsce, położona w województwie dolnośląskim, w powiecie zgorzeleckim, w gminie Zgorzelec.

## Położenie
Wieś położona jest około 4 km na wschód od Zgorzelca, na Równinie Zgorzeleckiej. Rozciąga się na przestrzeni 2,8 km wzdłuż Jędrzychowickiego Potoku, który w górnej części wsi powstał z wypływów z cegielni oraz terenów mokrych łąk.

## Podział administracyjny
W latach 1945–1954 siedziba gminy Jerzmanki. W latach 1975–1998 miejscowość administracyjnie należała do województwa jeleniogórskiego.

## Demografia
Według Narodowego Spisu Powszechnego (III 2011 r.) liczyły 884 mieszkańców. Są drugą co do wielkości miejscowością gminy Zgorzelec.

## Historia
Pierwsza wzmianka dotycząca wsi mówi o zbudowaniu tutaj kościoła około 1260 roku, już w 1381 r. wzmianka o istnieniu w Jerzmankach szkoły parafialnej. Wieś wielokrotnie zmieniała nazwę: od 1346 r. Hermannsdorff, od 1404 r. Hermansdorf, od 1593 r. Hermanszdorff, od 1605 r. Hermsdorff, od 1818 r. Hermsdorf bei Görlitz (Hermsdorf koło Görlitz), od 1932 r. Städtisch Hermsdorf (Miejskie Hermsdorf), a bezpośrednio po wojnie (1945 r.) Podlasie. Obecna nazwa (przyjęta w 1946 r.) pochodzi od polskiego odpowiednika imienia Herman – Jerzman.
W około 1840 r. w Jerzmankach zaczęto eksploatować węgiel brunatny w kopalni "Segen Gottes", ale już w 1897 r. zaprzestano wydobywać surowiec.
Początkowo Jerzmanki były posiadłością mieszczan zgorzeleckich. Wśród najstarszych właścicieli wsi wymieniani są: Bernard Canitz (do roku 1407), Niclas Rosen (w latach 1407-1409), Piotr Swob i Piotr Bartholomaus. W 1446 r. wieś nabył Krzysztof Utmann, którego spadkobiercy gospodarowali tu do roku 1483. Później Jerzmanki otrzymał znany burmistrz Jerzy Emerich, najmożniejszy patrycjusz zgorzelecki swoich czasów. Po śmierci Emericha w 1507 r. wieś otrzymała w spadku córka burmistrza Barbra i jej mąż Mikołaj Kohler. Po pewnym czasie miejscowość weszła do dóbr innego zamożnego mieszczanina ze Zgorzelca, Joachima Frenzela. W 1564 r. Jerzmanki przeszły na okres 198 lat na własność rodziny von Schachmann. Ta zasłużona na Górnych Łużycach rodzina, wywodziła się z uszlachconych w XVI stuleciu mieszczan wrocławskich. W 1762 r. Jerzmanki stały się własnością Karola Wacława von Emericha, ostatniego męskiego potomka wspomnianego już burmistrza Zgorzelca, Jerzego Emericha. W 1805 r. Karol Wacław zmarł, a majątek odziedziczył zięć Emericha, Karol Ernest von Ziegler-Klipphausen. W XIX stuleciu Jerzmanki często zmieniały właścicieli, wśród których można wymienić m.in. von Haugwitzów (1819-1839), hrabiów Solms z Kliczkowa (1839-1854), von Steinackerów (1854-1856), oraz von Erdmannsdorffów.

## Zabytki
Do wojewódzkiego rejestru zabytków wpisane są:
- kościół parafialny pw. św. Franciszka z Asyżu, orientowany, jednonawowy[7], zbudowany z ciosów bazaltowych w drugiej połowie XIII wieku, przebudowany w początku XVI w., zabytkowy, romański; jest to jeden z najstarszych kościołów w Gminie Zgorzelec. Wewnątrz zachował się ciekawy ołtarz główny wykonany z drewna, pochodzi on z 1617 r, manierystyczna ambona z płaskorzeźbami Ewangelistów na koszu, późnogotyckie sakramentarium, barokowa rzeźba Chrystusa Frasobliwego, romańskie służki, wsporniki wieży i prezbiterium, późnogotyckie figuralne wsporniki nawy z pocz. XVI w. Kościół otrzymał nietypowe zakończenie od wschodu w postaci czworobocznej absydy oraz nieczęsto spotykaną wieżę graniastą, wznoszącą się pomiędzy nawą a prezbiterium. Bardzo interesująca jest ponadto, rzadka występująca w kościołach wiejskich kręcona klatka schodowa z trzpieniem z piaskowca. W ścianie południowej uskokowy portal ze spiralnie rzeźbionymi kolumienkami i ozdobiony kapitelami[8].
- park pałacowy, z XVIII w., 1800 r.

Zabytki nieistniejące:
- miejscowy pałac wybudowany w stylu neogotyckim przez Emila Galla, właściciela majątku w latach 1887-1894, niestety nie ocalał do dziś. Gall wzniósł go w miejscu starszego pałacu, zniszczonego przez pożar. Podworski zabytkowy park powstał w 1866 r. z inicjatywy wcześniejszego właściciela, szambelana von Erdmansdorffa. Park zaprojektował Edward Petzold, znany jako twórca wielu kompozycji parkowych m.in. w Kliczkowie, Chojnowie oraz Legnicy.